# Grand Theft Auto IV: The Lost and Damned
Grand Theft Auto IV: The Lost and Damned is een uitbreidingspakket van Grand Theft Auto IV. Deze uitbreiding is tegen betaling beschikbaar op de Xbox Live Marktplace.
Deze uitbreiding was in eerste instantie alleen verkrijgbaar voor de Xbox 360 als DLC. Later werd deze uitgegeven op een fysieke gegevensdrager voor de PS3, pc en de Xbox 360 op 30 maart 2010.

## Verhaal
Jonathan Johnny Klebitz is een Joods-Amerikaanse motorrijder en vicepresident van de motorbende The Lost uit Liberty City heeft het een tijdje voor het zeggen gehad,
Zijn ex-vriendin Ashley is verslaafd aan crystalmeth en vraagt of ze opnieuw kunnen beginnen, aangezien Billy, zijn beste vriend en president van de club, verplicht moest afkicken in een kliniek nadat hij gepakt was met verdovende middelen op zak.
Terwijl hij aan het afkicken was, moest Johnny de boel overnemen en dat lukt hem aardig. Hij sloot een wapenstilstand af met de bende Angels of Death en zorgde dat alles goed liep.
Totdat Billy terugkwam uit de afkickkliniek en de oorlog weer opnieuw begint.

## Rolverdeling
- Scott Hill - Johnny Klebitz (stem)
- Lou Sumrall - Billy Grey (stem)
- Adrian Martinez - Brian Jeremy (stem)
- Chris McKinney - Jim Fitzgerald (stem)
- Josh Burrow - Terry Thorpe (stem)
- Keith Randolph Smith - Clay Simons (stem)
- Bill Burr - Jason Michaels (stem)

- Michael Hollick - Niko Bellic (stem)
- Jason Zumwalt - Roman Bellic (stem)
- Mario D'Leon - Luis Fernando Lopez (stem)
- Charleigh E. Parker - Elizabeta Torres (stem)
- John Lantz - Thomas Stubbs III (stem)
- Traci Godfrey - Ashley Butler (stem)
- Joe Barbara - Ray Boccino (stem)

## Nieuwe mogelijkheden
Er zijn nieuwe multiplayermodes, 6 nieuwe wapens, 22 nieuwe voertuigen, websites en meer muziek.
In de GTA IV: The Lost and Damned zitten veel nieuwe motors, met verbeterde eigenschappen zodat Johnny stabieler op zijn motor zal zitten en hij niet zo snel van het voertuig afvalt.

## Wapens
Dit zijn de 6 nieuwe wapens bij de uitbreiding: The Lost and Damned:
- Poolkeu
- CZ 75
- Sawn-off shotgun
- Remington 1100 Tac 4
- Striker
- HKk69a1
- Pipe bomb

## Trivia
- Het spel is opgenomen in het boek 1001 Video Games You Must Play Before You Die van Tony Mott.